# Central Province, Zambia

Provinsens läge i Zambia

Central Province ("Centralprovinsen") är en av Zambias provinser med 1 307 111 invånare (2010), på en yta av 94 394 km². Provinshuvudstad är Kabwe. Här ligger Mulungushifloden, som var en av självständighetskampens centrala symboler.
I provinsen ligger en del av landets största nationalpark, Kafue nationalpark.

## Distrikten

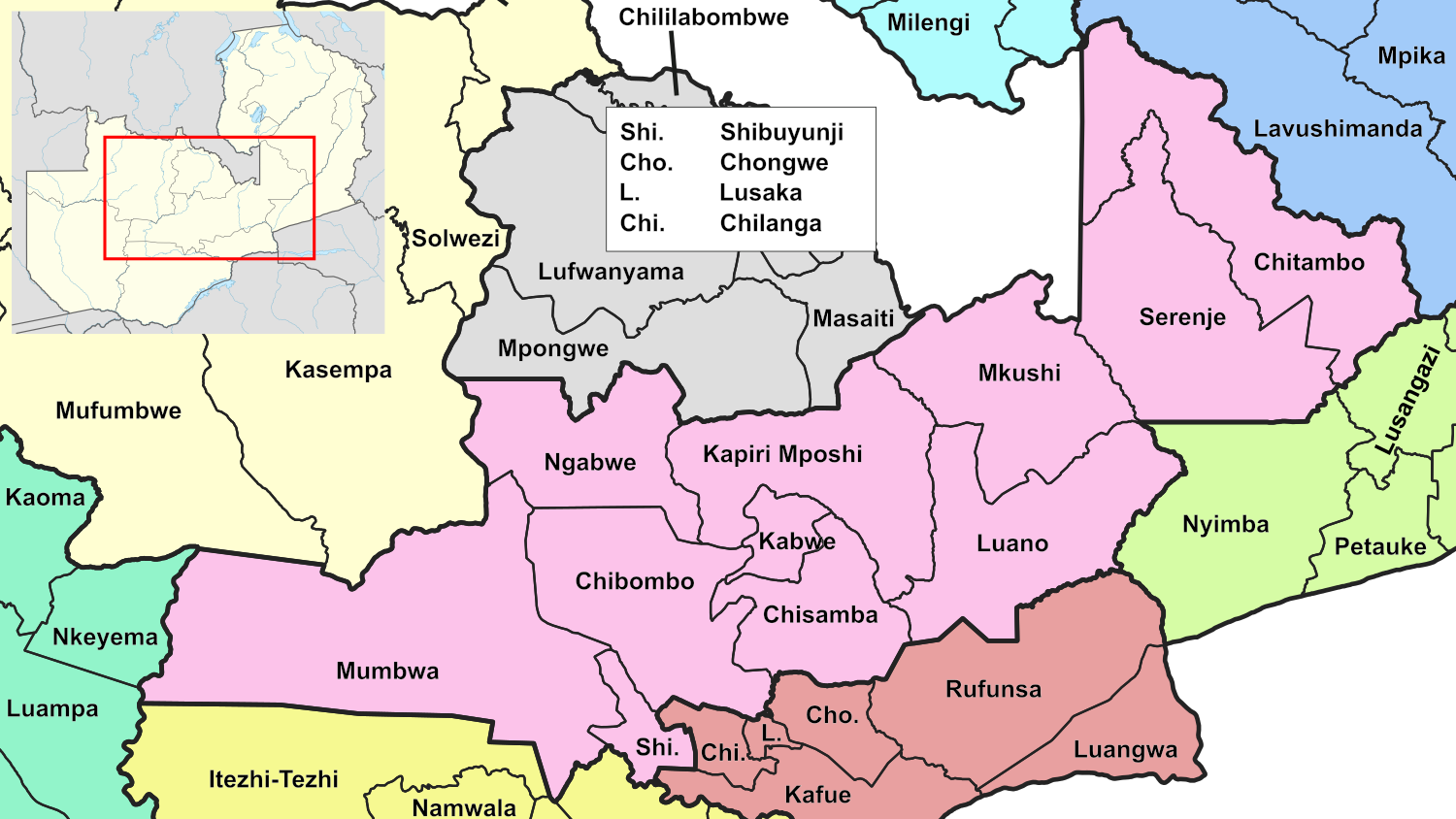
Distrikt i provinsen (2022).

Provinsen delas in i distrikten:
- Chibombo
- Chisamba
- Chitambo
- Kabwe
- Kapiri Mposhi
- Luano
- Mkushi
- Mumbwa
- Ngabwe
- Serenje
- Shibuyunji